# Kodiak (wyspa)
Kodiak (alutiik. Qikertaq, ros. Кадьяк) – największa wyspa archipelagu Kodiak, położona przy południowym wybrzeżu amerykańskiego stanu Alaska, oddzielona od niego Cieśniną Szelichowa. Jest drugą (po Hawaiʻi) pod względem powierzchni wyspą USA – 9311,2 km².
Powierzchnia wyspy jest wyżynno-górzysta, dużą jej część pokrywa tundra. Jej wybrzeża są przyjazne statkom, ze względu na dużą liczbę zatok wolnych od lodu, dogodnych dla kotwiczenia. 
Większa część wyspy stanowi park narodowy, gdzie chronione są zwłaszcza endemiczne zwierzęta: niedźwiedź kodiak i krab kodiak. 

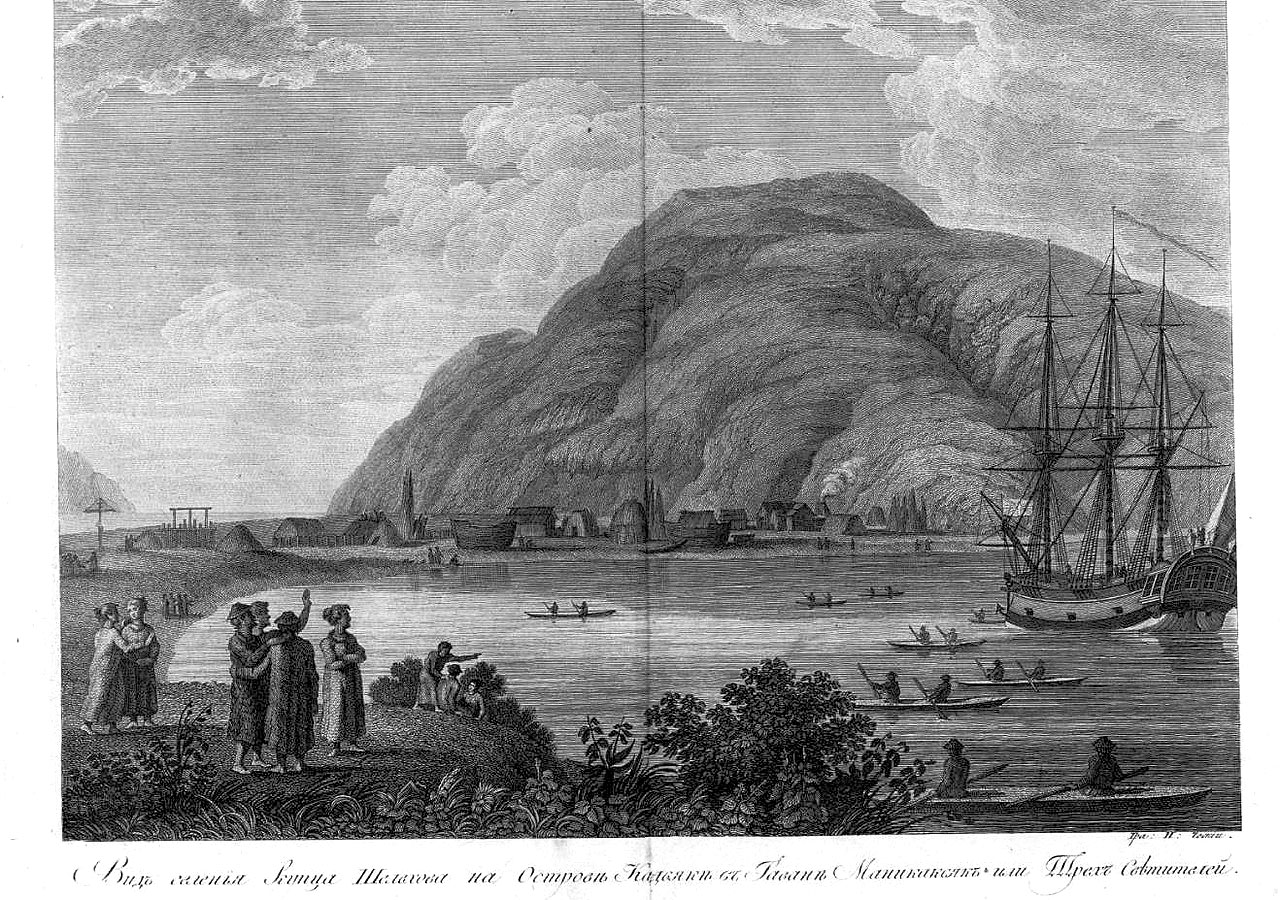
Osiedlenie się na wyspie Kodiak Grigorija Szelichowa

Pierwotną ludność wyspy stanowi lud Alutiiq. Pierwszymi Europejczykami na wyspie byli Rosjanie, ich ekspedycja pod wodzą Grigorija Szelichowa pozostawiła na wyspie osadników w Zatoce Trzech Świętych w 1784 r.
Populacja wyspy to 13 900 osób, zamieszkujących miasto Kodiak i 7 wiosek.
Ludność wyspy zajmuje się rybołówstwem oraz hodowlą bydła i owiec.